# Meine erfundene Frau
Meine erfundene Frau (Originaltitel Just Go with It) ist eine US-amerikanische Liebeskomödie mit Adam Sandler und Jennifer Aniston aus dem Jahr 2011.
Timothy Dowling und Allan Loeb schrieben das Drehbuch und Dennis Dugan führte Regie. Der Film wurde von den Unternehmen Happy Madison Productions und Sony Pictures produziert und kam am 24. Februar 2011 in die deutschsprachigen Kinos. Die Handlung lehnt sich an den Filmklassiker Die Kaktusblüte von 1969 an.

## Handlung
Kurz vor seiner Hochzeit erfährt der junge Arzt Danny Maccabee, dass ihn seine Braut schon mehrmals betrogen hat und ihn nur wegen seiner aussichtsreichen Karriere heiraten will – die Hochzeit platzt. Als sich Danny später in einer Bar betrinken will und dabei seinen Ehering am Finger angesteckt hat, merkt er, dass er mit diesem Ring leicht das Vertrauen von Frauen erwerben kann. In den folgenden Jahren wird genau dies seine Masche: Er spielt den unglücklich verliebten Ehemann, der Trösterinnen findet – für genau eine Nacht. Mehr will er auch gar nicht, da er auf diese Weise nicht von einer Frau enttäuscht werden kann.
Zwanzig Jahre später ist Danny ein erfolgreicher Schönheitschirurg. Auf einer Party lernt er die attraktive, erst 23 Jahre alte Lehrerin Palmer kennen und verbringt mit ihr eine Nacht am Strand. Am nächsten Morgen findet sie seinen Ehering, den er ausgerechnet diesmal nicht angesteckt hatte, und will nichts mehr mit ihm zu tun haben. Danny hat sich jedoch schwer in sie verliebt, sucht sie in der Schule auf und erklärt ihr, dass er schon längst die Scheidung von seiner Frau eingereicht habe, weil diese einen schwedischen Liebhaber habe. Palmer ist daraufhin geneigt, wieder mit ihm zusammenzukommen, will jedoch zuvor Dannys Frau kennenlernen. In seiner Not überredet Danny seine Assistentin und Praxismanagerin Katherine, seine Ehefrau zu spielen. Das Treffen mit Palmer geht auch gut – bis Katherines Kinder ihre Mutter auf dem Handy anrufen und Palmer so erfährt, dass Katherine einen Sohn und eine Tochter hat – scheinbar mit Danny. Danny verstrickt sich immer weiter in seine Lügen und muss jetzt auch Katherines Kinder Maggie und Michael bitten, ihm zu helfen. Michael aber zwingt ihn, dass sie alle – Danny, Palmer, Katherine und die Kinder – gemeinsam einen Urlaub auf Hawaii verbringen; am Flughafen findet sich auch noch Dannys Cousin Eddie ein, der die Rolle des neuen Liebhabers von Katherine übernimmt.
Katherine ist von der ganzen Sache immer weniger überzeugt, doch genau in dem Moment, in dem sie beschließt, wieder nach Hause zu fliegen, trifft sie ihre alte Konkurrentin aus Schultagen, Devlin, und deren erfolgreichen Mann Ian, angeblich Erfinder des iPods. Kurzerhand stellt auch Katherine Danny als ihren Mann vor, und die Verwicklungen gehen immer weiter, während Eddie die Aufgabe zugeteilt wird, Palmer abzulenken. Da er sich als Internet-Schafhändler vorgestellt hat, ist er in einem Freiluft-Restaurant gezwungen, ein an Erstickungsanfällen laborierendes Schaf auf rustikale Weise zu reanimieren, was ihm auch gelingt. Danny wird seiner Vaterrolle mehr oder weniger gerecht und bringt Michael das Schwimmen bei. Mehr und mehr entwickeln Katherine und Danny Gefühle füreinander, doch gerade jetzt fragt Palmer Danny, ob er sie heiraten möchte. Allein an der Poolbar zurückgelassen, begegnet Katherine Devlin, gesteht ihr die Wahrheit, worauf diese erzählt, dass ihr Mann schwul und nicht Erfinder des iPods ist und dass sie sich scheiden lassen wird. Beide umarmen sich und merken nicht, dass Danny gekommen ist: Er hat die Hochzeit mit Palmer platzen lassen, weil er erkannt hat, dass er Katherine liebt. Am Ende kommt es zur Hochzeit zwischen Danny und Katherine, und Palmer lernt auf ihrem Rückflug den Tennisspieler Andy Roddick kennen.

## Produktion
Gedreht wurde in Los Angeles und Hawaii auf den Inseln Maui und Kauai in der Zeit zwischen dem 2. März 2010 und dem 25. Mai 2010.

## Hintergrund
- Im Film nennt Danny Eddie Simms, gespielt von Nick Swardson, phasenweise Dolph Lundgren, womit aber, wie betont wird, nicht der schwedische Darsteller gemeint ist, sondern nur eine Namensgleichheit. In der englischen Version wird er als Deutscher charakterisiert und in der deutschen Version als Österreicher.

- Danny Maccabees Verlobte am Anfang des Films ist im realen Leben Adam Sandlers Ehefrau Jackie Sandler.

- Palmer trifft am Schluss des Films auf Andy Roddick, der im wirklichen Leben ihr (Brooklyn Deckers) Ehemann ist.

- Dies ist die erste Zusammenarbeit von Adam Sandler und Jennifer Aniston. Die beiden kennen sich seit 20 Jahren, schon bevor einer von ihnen berühmt wurde. Sie trafen durch einige gemeinsame Freunde und gemeinsame Essen aufeinander. Sie war Gast auf seiner Hochzeit im Jahr 2003. Beim Release-Datum handelt es sich um den 11. Februar 2011, Jennifer Anistons 42. Geburtstag.

## Kritiken
Der Film erhielt fast vernichtende Kritiken. So zählte die Internetseite Rotten Tomatoes von 132 gewerteten professionellen Kritiken lediglich 25 positive, was einem Wert von 19 % entspricht. Allerdings wurde der Film vom breiten Publikum mit wohlwollenden Reaktionen aufgenommen, denn gleichzeitig werteten 61 % von rund 80.000 Benutzern den Film positiv. Diese Publikumsreaktion wird wiederum von IMDb – einer weiteren Plattform, auf der normale User ihre Filmkritiken abgeben können – bestätigt, denn dort gaben 240.000 Benutzer dem Film durchschnittlich 6,4 von 10 möglichen Punkten. (Stand: Juni 2022)

### Englischsprachige Kritiken
Richard Brody meinte im New Yorker, den Film zu sehen sei durchweg ein Vergnügen („is a delight throughout“), jedoch sei es zu schade, dass die vielen Verwicklungen des Drehbuchs die fähigen Schauspieler in vorgegebenen Routinen stecken lasse („too bad that the script’s many complications leave the able cast“ (…) „stuck in mandatory routines“).
James Berardinelli bescheinigte Adam Sandler, dass er keine überzeugenden romantischen Liebhaber spielen könne, da seine Charaktere einfach nicht erwachsen genug seien („Sandler is perhaps not an ideal romantic lead – it probably has something to do with the state of arrested adolescence“). Ebenfalls sei den Filmemachern entgangen, dass die wichtigste Regel einer Liebeskomödie eine überzeugende Liebesgeschichte sei („the filmmakers have forgotten the #1 rule of the genre: the lovers must be shown to believably fall for each other“). Außerdem wunderte er sich, wer wohl an diesem Film seinen Gefallen haben wird, denn Sandler-Fans biete der Film einen zu braven Sandler, Komödienliebhaber werden wegen des lauen Humors enttäuscht sein und Anhänger romantischer Komödien werden wegen der stümperhaften Story verärgert werden. Man müsse Meine erfundene Frau deswegen ignorieren und dem Film fern bleiben („It’s difficult to determine who might be pleased by this movie: Sandler fans won’t like the neutering of their hero, comedy lovers will be disappointed by the tepid level of humor, and rom-com devotees will be annoyed by the bungling of a staple storyline. Ignore the ‚just go‘ plea and just stay away“).
Mary Pols bedauerte im Time-Magazine, wie häufig Jennifer Aniston ihre Filmpartner wechsele und bei keinem die Chemie stimme und sie so, trotz ihres komödiantischen Talents, von Film zu Film stolpere („it’s been depressing to see the spunky, appealing Aniston, who is a gifted comedian, flounder in movie after movie“). Im weiteren Sinne gehe es dem Film ebenso („In a broader sense, that’s what the movie did as well“), dennoch, obwohl er nicht anspruchsvoll sei, verbreite er eine gute Stimmung („I’d never call Just Go with It sophisticated, but it’s got a good-natured vibe“).
Roger Ebert befürchtete in der Chicago Sun-Times, weil die Menschen in diesem Film so unglaublich dumm seien, dass es politisch unkorrekt sei, wenn man über diese lache („The people in this movie are dumber than a box of Tinkertoys. One fears they’re so unfortunate it’s not Politically Correct to laugh at them“). Allerdings sei dies wohl weniger das Problem, denn der Film sei einfach nicht lustig („That’s not a problem because Just Go With It is so rarely funny“).
In der New York Times befand Anthony Oliver Scott, dass der Film zwar passiv-aggressiv, frech, aber nett, manchmal unausstehlich und gelegentlich ganz lustig sei („passive-aggressive, naughty but nice, sometimes obnoxious and occasionally quite funny“), ihm aber lediglich als „dieser eine mit Sandler und Aniston in Hawaii“ in Erinnerung bleiben werde („the movie is likely to live on in my memory“ (…) „as that one with Adam Sandler and Jennifer Aniston in Hawaii“).

### Deutschsprachige Kritiken
Dimitrios Athanassiou kam auf moviemaze.de zum Schluss, dass der Film „nicht allzu originell“, aber „entspannt genug“ sei und deswegen mache er „Spaß, wenn man vieles nicht zu eng sieht“.
In der Berliner Zeitung verglich Katja Lüthge den Film mit dem Original und kam zu dem Schluss, dass lediglich das Original eine „herzerwärmenden Komödie“ sei, denn im Remake verläppere „sich die Dynamik mit der Verlegung der Handlung in ein Luxushotel auf Hawaii in der Wiederholung der gleichen schuljungenhaft sexistischen Witze“. „Das größte Problem ist aber Adam Sandler selbst.“, denn während andere Charaktere immer mal wieder verletzliche Momente hätten, sei dessen Charakter zu integer, weswegen er nicht ausbalanciert wirke.
In der Frankfurter Rundschau kritisierte Michael Kohler, „dass der leicht angestaubte Charme des Originals mit allerlei Wortspielereien, deftiger Situationskomik und präpubertärem Geplänkel aufpoliert wurde“. So wirke für ihn auch die Besetzung „seltsam mutlos“ und im Vergleich zu Brooklyn Decker „wirken Sandler und Jennifer Aniston geradezu wie Charakterdarsteller“.
Mariana Jang bewertete den Film auf RTL.de mit 3,5 von 5 Punkten und bezeichnete Jennifer Aniston und Adam Sandler als „gut eingespieltes Team, bei dem die Chemie stimmt“. Der Film gehe jedoch „so manches Mal über die Grenzen des guten Geschmacks“.

## Negativauszeichnungen
- Goldene Himbeere für den schlechtesten Schauspieler (Adam Sandler – auch für seine Rolle in Jack und Jill)
- Goldene Himbeere für den schlechtesten Regisseur (Dennis Dugan – auch für seine Leistung in Jack and Jill)
- Nominierung für die Goldene Himbeere für die schlechteste Nebendarstellerin (Nicole Kidman)
- Nominierung für die Goldene Himbeere für den schlechtesten Nebendarsteller (Nick Swardson)
- Nominierung für die Schlechteste Filmpaarung (Adam Sandler und entweder Jennifer Aniston oder Brooklyn Decker)

## Veröffentlichung
Der Film wurde am 8. Februar 2011 in den Vereinigten Staaten in 3.548 Kinos veröffentlicht und konnte dabei am Eröffnungswochenende 30,5 Mio. US-Dollar seiner 80 Mio. US-Dollar Produktionskosten wieder einspielen. Weltweit wurden 213,9 Mio. US-Dollar eingespielt, davon 103 Mio. allein in den Vereinigten Staaten. In Deutschland startete der Film am 24. Februar 2011 und lockte 1.286.721 Menschen in die Kinos, was einem Einspielergebnis von ungefähr 12,1 Mio. US-Dollar entspricht. Der Film wurde am 7. Juli 2011 auf DVD und BD veröffentlicht.

## Synchronisation
Die deutsche Synchronbearbeitung entstand in den Ateliers der Berliner Synchron AG Wenzel Lüdecke in Berlin.
| Rolle             | Darsteller         | Deutscher Synchronsprecher |
| ----------------- | ------------------ | -------------------------- |
| Danny Maccabee    | Adam Sandler       | Dietmar Wunder             |
| Katherine Murphy  | Jennifer Aniston   | Ulrike Stürzbecher         |
| Devlin Adams      | Nicole Kidman      | Petra Barthel              |
| Palmer Dodge      | Brooklyn Decker    | Julia Ziffer               |
| Ian Maxtone-Jones | Dave Matthews      | Tobias Kluckert            |
| Eddie Simms       | Nick Swardson      | Christian Gaul             |
| Maggie Murphy     | Bailee Madison     | Valentina Bonalana         |
| Adon              | Kevin Nealon       | Stefan Gossler             |
| Michael Murphy    | Griffin Gluck      | Cedric Eich                |
| Ernesto           | Keegan-Michael Key | Florian Halm               |
| Kellner           | Darrin Lackey      | Benjamin Stöwe             |